# Vacanza d'amore
Vacanza d'amore (Summer Villa) è un film televisivo diretto da Patrick Kiely, con protagonisti Hilarie Burton e Victor Webster.

## Trama
Terry Russell è una donna divorziata nonché madre single dell'adolescente Abby, è una romanziera di successo ma ormai ha il blocco dello scrittore. Matthew Everston è uno chef di successo ma il critico gastronomico Dominic Barone fa una pessima recensione del coq au vin preparato nel ristorante di Matthew, effettivamente a dispetto del suo talento egli ormai investe più tempo agli affari che alla preparazione delle proprie pietanze, Matthew progettava di lanciare una linea di surgelati ma dopo la cattiva recensione gli sponsor si tirano indietro. Sentendo il bisogno di prendersi una pausa dal lavoro, Matthew va nella villa di famiglia situata in una piccolo paesino della Francia, e proprio lì incontra Terry e Abby, infatti Leslie (sorella di Matthew nonché editrice di Terry aveva offerto a quest'ultima una vacanza nella residenza famigliare). Matthew e Terry già si conoscono dal momento che Leslie aveva tentato di presentarli l'uno all'altra a un appuntamento al buio che però era finito male.
Matthew si vede costretto a dividere la villa con Terry e Abby, scoprendo che quest'ultima ha un interessante talento per la cucina, infatti benché la ragazza cucini in maniera acerba tradisce delle abilità che attirano l'attenzione di Matthew, che per gioco le fa mentore. Contemporaneamente Matthew e Terry iniziano a provare dei sentimenti l'uno per l'altra, addirittura la vicinanza con Matthew aiuta Terry a trovare l'ispirazione per il suo nuovo romanzo. Matthew si iscrive a una gara di cucina "I sapori di Francia" dovendo rivaleggiare con Jean-Luc, rinomato chef che ha già vinto la gara per quattro edizioni consecutive.
Matthew e Terry escono insieme per una serata romantica, Matthew la porta all'Evangeline, un piccolo ristorante che Matthew ama da sempre, è lì che mosse i suoi primi passi nel mondo dell'alta cucina, il ristorante è gestito da René, colui che in principio fece da mentore a Matthew. Il giorno del contest è arrivato, e a gran sorpresa Barone è il giudice di gara, Matthew si fa aiutare da Abby e René, finalmente ha ritrovato la passione per la cucina e realizza un coq au vin che gli vale la vittoria del contest. I finanziatori, che all'inizio non volevano entrare in affari con lui, ritornano sui loro passi, ma Matthew decide di rimanere in Francia con Terry e Abby, infatti ammette di amare Terry, sentimento che lei ricambia ampiamente, ormai ha deciso di rinunciare alla sua carriera di imprenditore preferendo invece prendere in mano la gestione dell'Evangeline.

## Accoglienza
Oltre 1.200 utenti di Internet Movie Database hanno espresso un giudizio mediamente positivo, con una media di voti pari a 6,8 su 10.